# Leptoneta monodactyla
Leptoneta monodactyla är en spindelart som beskrevs av Yin, Wang och Wang 1984. Leptoneta monodactyla ingår i släktet Leptoneta och familjen Leptonetidae. Inga underarter finns listade i Catalogue of Life.